# Rybachi
Rybachi (en ruso: Рыбачий), conocida de manera oficial hasta 1946 como Rossitten (en alemán: Rossitten, en lituano: Rasytė, en ruso: Росситтен) es un posiólok es una localidad rural en el istmo de Curlandia, situada en la orilla de la laguna de Curlandia, que forma parte del distrito de Zelenogradsk en el óblast de Kaliningrado, Rusia.
En 2005 Rybachy paso de ser un asentamiento de tipo urbano a considerarse un pueblo. En la actualidad el turismo es la actividad que más importancia está cobrando.

## Geografía
Rybachi es el asentamiento más grande en el lado ruso del istmo de Curlandia, entre la laguna de Curlandia y el Mar Báltico, cerca de la frontera con Lituania. Es la sede administrativa del municipio de Kurschskaja Kossa  y se encuentra aproximadamente a 35 kilómetros al noreste de Zelenogradsk.

## Historia
Un castillo de la Orden Teutónica (llamados Ordensburg) se mencionó por primera vez en 1372, en el camino de Königsberg a Memel (Klaipėda). Había sido el sitio de un pueblo de pescadores de Curlandia, llamado así por la derivación del antiguo prusiano rosit ("rocío", cf. en lituano: rasa). Constantemente amenazado por las dunas costeras, el asentamiento tuvo que ser reubicado varias veces hasta que su migración fue detenida por la forestación a gran escala en el siglo XIX.
En 1454, el Istmo de Curlandia fue incorporado por el rey Casimiro IV Jagellón al reino de Polonia a petición de la Confederación Prusiana antiteutónica. Después de la posterior Guerra de los Trece Años, desde 1466, el istmo formó parte de Polonia como feudo de la Orden Teutónica, y desde 1525 del ducado de Prusia. Desde el siglo XVIII formó parte del reino de Prusia, y desde 1871 perteneció a Alemania, dentro de la cual se ubicó administrativamente en la provincia de Prusia Oriental hasta el final de la Segunda Guerra Mundial. A fines del siglo XIX, el pueblo tenía una población de 369 habitantes, la mayoría empleados en la pesca, pero también en la agricultura. En la década de 1920, las dunas cercanas al pueblo con su corriente ascendente eran un lugar popular para los pilotos de planeadores como Julius Hatry. En 1924, la escuela local de vuelo sin motor pasó a formar parte de la Rhön-Rossitten Gesellschaft, predecesora del Deutsche Forschungsanstalt für Segelflug (Instituto Alemán de Investigación para el Vuelo en Planeador). El área también era conocida como un hábitat de alces. En la década de 1930 se convirtió en una ciudad turística.
Fue transferido, junto con la parte norte de la antigua provincia de Prusia Oriental, a la Unión Soviética después de la Segunda Guerra Mundial. Su nuevo nombre fue Rybachy se traduce como "(Asentamiento de) pescadores", y apropiadamente el empleo aquí se centra en los barcos de pesca que atracan en el muelle de la laguna de Curlandia. El antiguo Observatorio de Aves de Rossitten (1901-1944) es hoy el sitio de la Estación Biológica de Rybachy, fundada en 1956 por Lev Belopolsky, que continúa la investigación sobre la migración de aves.

## Demografía
En el pasado la mayoría de la población estaba compuesta por alemanes, pero tras el fin de la Segunda Guerra Mundial fueron expulsado a Alemania y se repobló con rusos.
| Gráfica de evolución de Rybachi entre 1910 y 2010 |
|                                                   |

## Economía
Incluso antes de la Segunda Guerra Mundial, Rossitten era uno de los centros turísticos más importantes del Mar Báltico. Hoy en día, Rybachi es visitado principalmente por huéspedes amantes de la naturaleza, ornitólogos y los llamados turistas nostálgicos de Alemania. El alojamiento es posible principalmente en numerosos alojamientos privados. 

## Infraestructura

### Arquitectura y monumentos

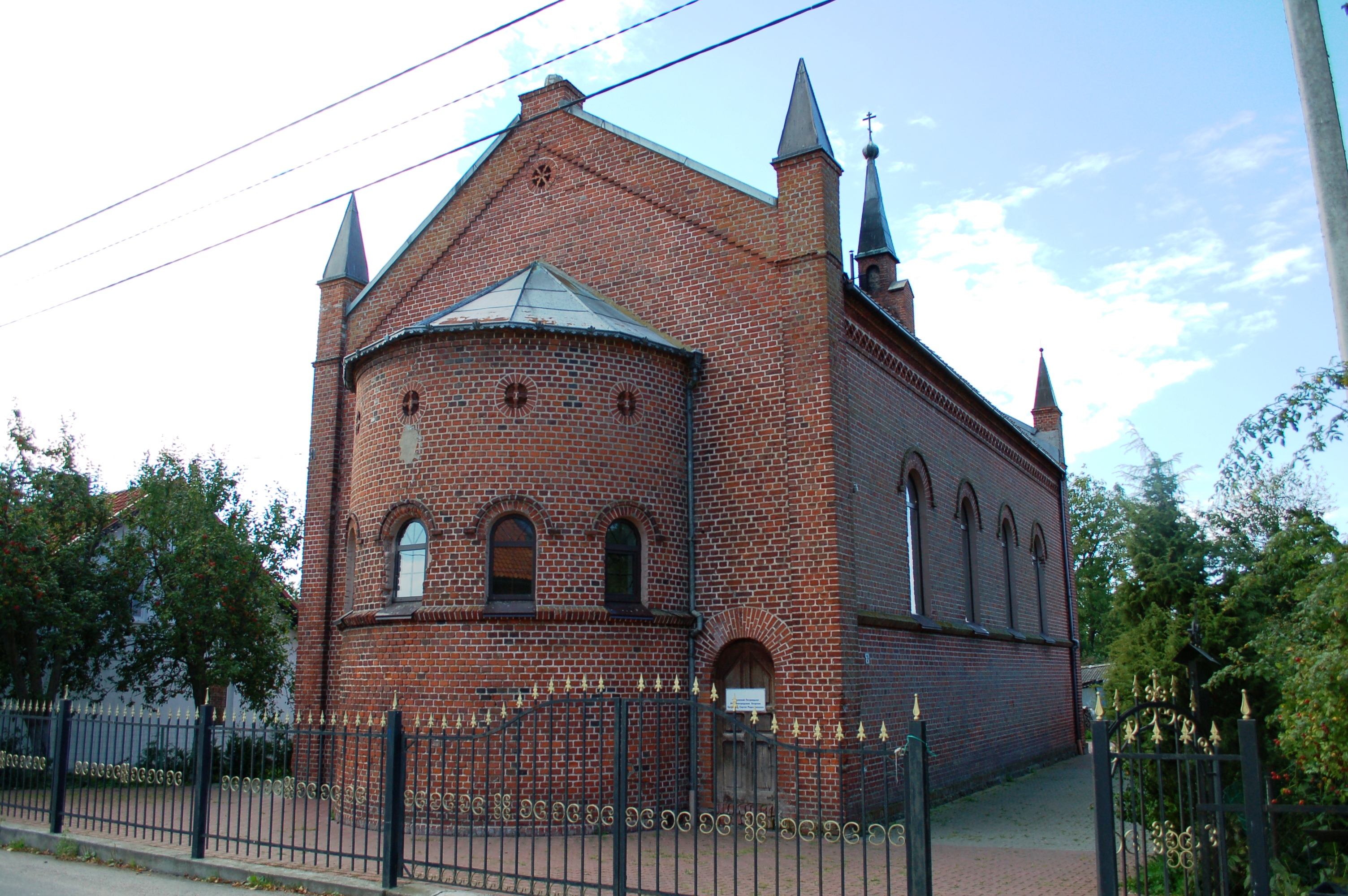
Iglesia de Rybachi

La antigua iglesia luterana de ladrillo rojo se construyó en 1873 cuando el pueblo era parte de Alemania, siendo uno de los edificios más antiguos que quedan en Rybachy. Después de la Segunda Guerra Mundial se utilizó para el almacenamiento de trigo y solo en 1992 la iglesia fue entregada a la Iglesia Ortodoxa Rusa para ser renovada. Hoy en día lleva el nombre de San Sergio de Rádonezh y está en uso una vez más como iglesia, ahora atendiendo a la comunidad ortodoxa. Frente a la iglesia hay una cruz de metal fundida en 1992 por Eduardas Jonusas (artista de la vecina ciudad lituana de Nida), erigida en memoria de los antiguos ciudadanos alemanes de Rossitten.
En medio del bosque, a unos 500 m al sur del pueblo, se encuentra el antiguo cementerio que existe desde la Edad Media. Aunque la Segunda Guerra Mundial lo dejó muy dañado y no fue atendido adecuadamente durante mucho tiempo, se han llevado a cabo algunos trabajos de restauración y es posible visitar las lápidas recientemente restauradas de dos lugareños famosos: Johannes Thienemann (1863-1938), el ornitólogo alemán que fundó el Observatorio de Aves de Rossitten; y Franz Epha, el legendario inspector de dunas que pudo detener el movimiento de las enormes dunas de arena estabilizándolas con plantas. Su trabajo pionero salvó a muchas aldeas de quedar sepultadas bajo las arenas movedizas.

## Galería

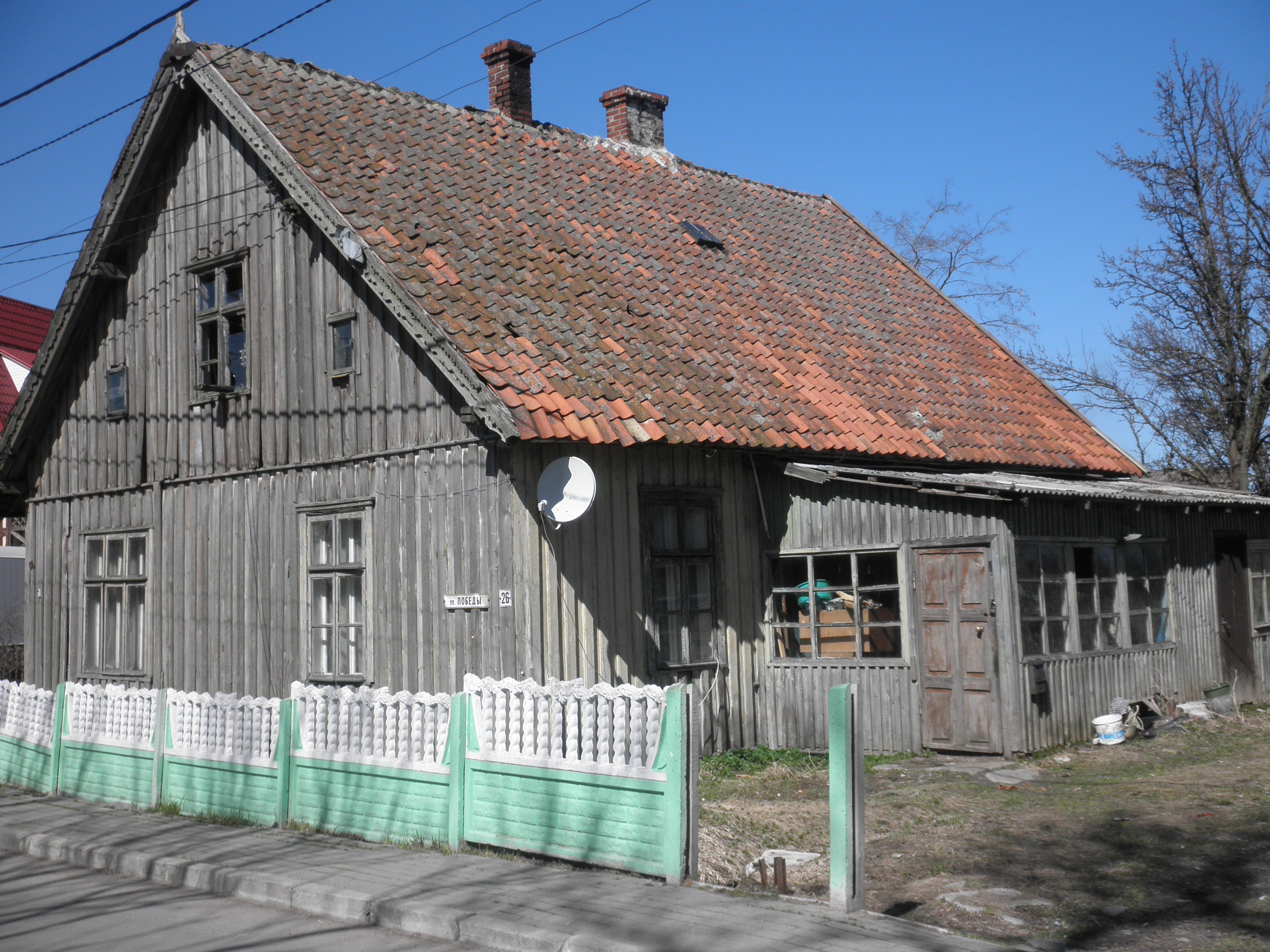
Casa más antigua de Rybachi
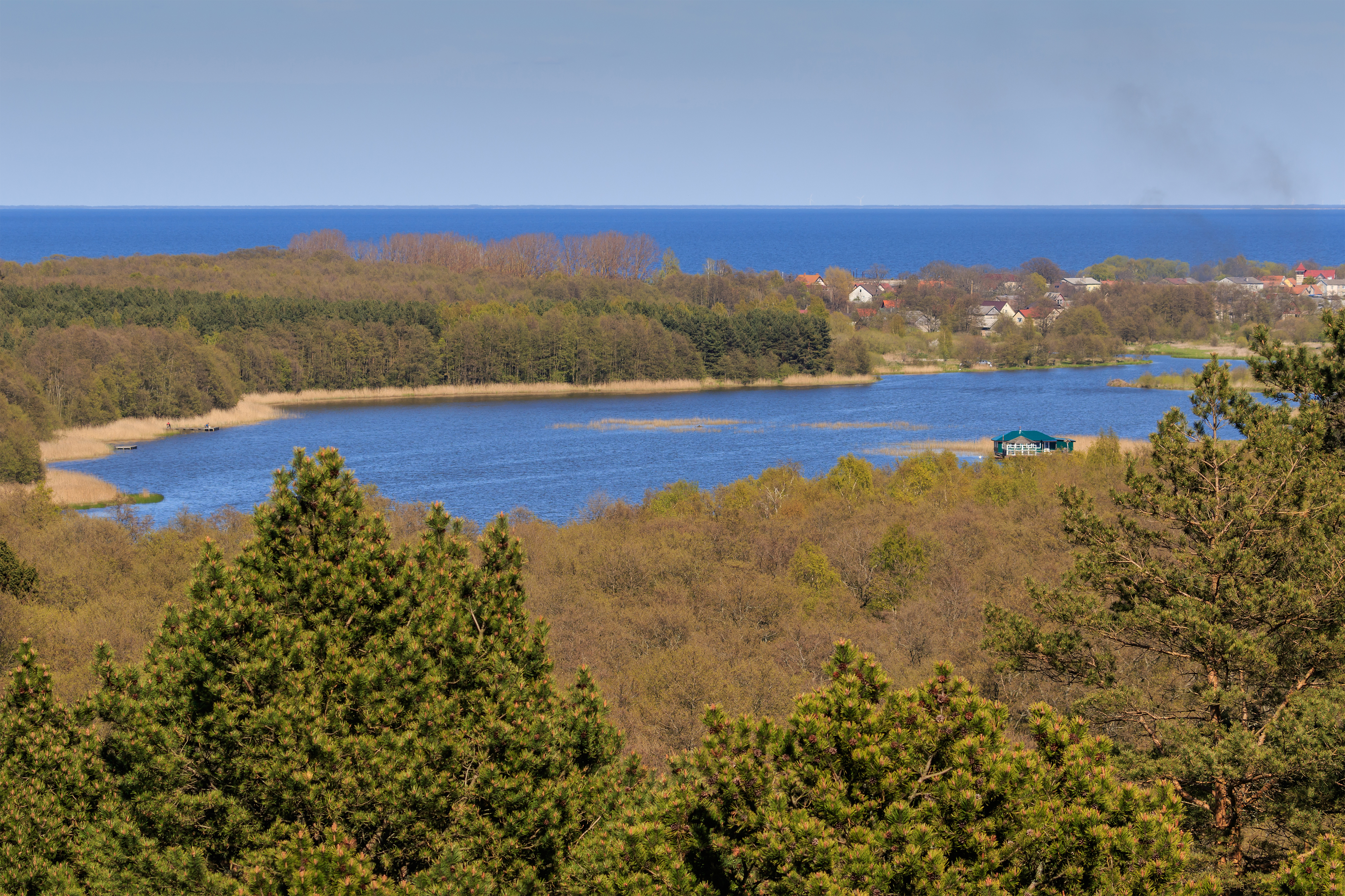
Istmo de Curlandia
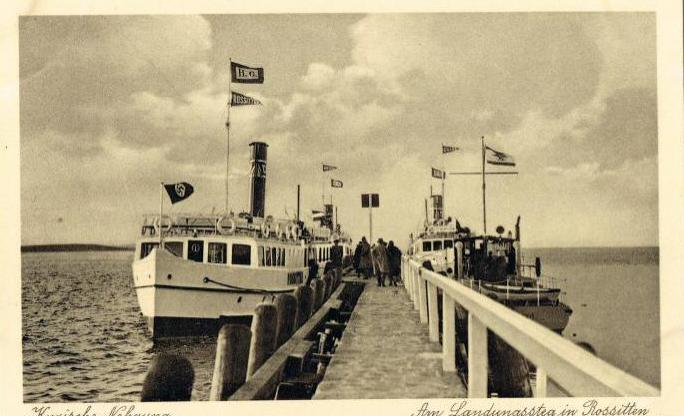
Rossitten entre los años 20 y 30 del siglo XX

## Ciudades hermanadas
Rybachi está hermanada con las siguientes ciudades:
- Brachttal, Hesse, Alemania